# 234294 Pappsándor
234294 Pappsándor è un asteroide della fascia principale. Scoperto nel 2000, presenta un'orbita caratterizzata da un semiasse maggiore pari a 2,7972991 UA e da un'eccentricità di 0,1217719, inclinata di 3,94224° rispetto all'eclittica.
L'asteroide è dedicato all'astronomo amatoriale ungherese Sándor Papp.